# Larvivora komadori
Larvivora komadori е вид птица от семейство Muscicapidae. Видът е почти застрашен от изчезване.

## Разпространение
Видът е разпространен в Япония.